# 平野雨龍
平野雨龍（日语：／ Hirano Uryū，1994年1月31日—），是日本女性和服模特儿及社运人士，獲誉为「日本反送中第一人」。原稱平野鈴子，於2021年1月31日正式改名為平野雨龍。

## 背景
千叶县出身、有两个兄弟的平野雨龍初中时曾遭受父亲无理由的家庭暴力，一度患上创伤后遗症及自杀未遂，成年后决定离家独居，并改名换姓以重新开始人生。她中学时代热爱追星，经常打扮成涩谷系辣妹形象，并为追求自由而从大学退学。而接触并爱好上日本传统和文化后想法逐渐转变，20岁起开始学习茶道、花道及和服，考取过茶道裏千家初级許狀资格与和服的穿着资格，也是雅樂的龍笛奏者，并在銀座校和服教室任教，日常生活中有一半时间是穿和服。2016年报名应征和服模特儿获选，藉照片作品向外界推广和文化。她表示有意于2020年东京奥运期间担任义工，协助游客穿着和服。
作为历史爱好者，她同时是古装舞台剧演员，曾饰演坂本龍馬之妻楢崎龍。此外，平野鈴子还喜欢日本动画，并担任TOKYO和文化计划款待大使（TOKYO和文化プロジェクト おもてなし大使）及靖國神社崇敬奉赞会青年部「朝凪（あさなぎ）」的理事。她也经常关心与探访日本老兵，并认为二战期间日本的侵略行为固然不对，但她是撇开战争对错，纯粹向当时为国而战的人表达敬意。2016年緬甸羅興亞人迫害及新疆再教育营的情况亦促使她关注日本以外的社會議题，并保持每月捐款5000日元给联合国难民署。

### 声援香港反送中
在香港的反對逃犯條例修訂草案運動发生前，平野雨龍曾数次到访香港，并有不少香港朋友。她直言自己喜爱香港，尤其爱看维多利亚港的夜景，认为香港很美丽。而从Twitter等社交网站上得知香港人的抗争消息，及在电视上看到周庭解说《逃犯條例》修訂草案后，2019年6月13日，时年25岁的她参加了涩谷的守護香港自由與民主的緊急行動，这也是其人生中首次参与示威活动。次日，得知6小时后名古屋有示威，她即放下手头工作，从东京乘东海道新干线前往名古屋，并在金山站前参加并发表演说。演说片段的翻译版随后被上传至网上，播放量突破40万次。她担忧，如果修例通过，香港将不再是香港，且中国共产党下一步可能会将手伸向台湾乃至整个东亚，甚至日本的冲绳、东京。
2019年6月29日，平野雨龍在东京举办反送中游行，亦是其首次申请举办游行。她宣言每周六都要举办「與世界共同保護香港」游行（世界と共に香港を守る連帯行動），從日比谷公園遊行到東京站。为了举办游行，她要自费制作标语牌，又推掉了几份模特儿工作，也感到疲累。而游行人数经常不达预期，她亦为此感叹日本这个地方的政治冷感。她坚称声援香港绝不后悔，更公开表示愿意为守护香港而死。她亦对中国大陆人士的一些行为，如将他人在神社许愿用绘马上写的“光复香港，时代革命”等字样涂改掉，或是对他人声援反送中的行动做出滋扰而感到愤怒。
除举行游行之外，平野雨龍也在互联网上用其他方式表达声援，如介绍香港情况、举办募捐活动，以及上传单手掩右眼的自拍照以响应“#eye4hk”挑战。而她声援之举也得到网民关注，其Instagram追踪者曾在一小时内暴增3倍。2019年8月11日，她在第96届夏季Comic Market（C96）上，与几位在日留学生一起戴上头盔、口罩等装备，Cosplay香港示威者；9月6日在香港出席民间记者会，指香港警察8月31日滥捕一位日本人，又不准他联络領事館；又说9月3日晚自己身处太子站，事后在Twitter上得知有21岁青年颈椎受损，感到很愤慨。除了表明与香港人一起抗争到底的决心外，还透露因支持香港反修例运动，经常受到五毛党攻击乃至死亡威胁。平野雨龍7月起在日本發起籌款，截至11月初成功籌得170萬日圓，並捐出10萬港元予612人道支援基金。
2024年6月，平野雨龍試圖進入香港，被入境處根據入境條例第11條拒絕入境並遣返。據她表示當下腦袋一片空白，原計劃於今年7月1日來香港悼念梁健輝。

### 參選議員
直到參與2019年的香港抗爭後，平野雨龍才開始對政治產生興趣，在中國大使館抗議以及與香港的議題積極行動此後獲得相當知名度，並逐漸因為民主理念而打算進入政壇。儘管平野雨龍是以撐港話題起家，但在台灣也有相當高的人氣，選後在兩岸中文圈提升了一定的知名度，而被號稱為日本社運界的「反中第一人」，不過據她自稱，做這些主要是為了民主與人權，才說有「反中」的想法，並不是說把港台與日本的華人也視為仇敵，也認為不應該糾結於歷史，中日關係不好根結還是在中國的霸道與洗腦行徑，尤其目前以真實姓名並公開明確地支持香港民主運動的日本社會活動家，就只有她一人。平野表示，現代社會需要正視政治冷漠，呼籲日本年輕人應該早點看清真面目。
她於2024年底首次報名日本參議院選舉，由於其主打移民政策，而且目標幾乎都是針對中國籍為主，在議員的意見中顯得格外突出，在街頭演說期間，曾遭到中國人比中指、潑飲料、丟擲寶特瓶，甚至試圖搶奪麥克風等突發不文明情況，也並獲得相當多的各地人馬到場聲援。最終開票後，雖結果獲得二十三萬票，不過該屆選舉中並未當選，平野致歉並向海內外支持者表示感謝，強調將會再繼續嘗試。

### 對中國宣稱「琉球人是中華民族」的反駁
有意見指出，中國正在刻意擴大「中華民族」的範疇，企圖將琉球人也納入其中，並對中國的此類舉動表達了警戒之意。